# Kubschütz
Kubschütz (Sorbisch: Kubšicy) is een gemeente en plaats in de Duitse deelstaat Saksen, en maakt deel uit van de Landkreis Bautzen.
Kubschütz telt 2.533 inwoners.
De gemeente ligt in het officiële woongebied van de Sorben.
Arnsdorf ·
Bautzen ·
Bernsdorf ·
Bischofswerda ·
Burkau ·
Crostwitz ·
Cunewalde ·
Demitz-Thumitz ·
Doberschau-Gaußig ·
Elsterheide ·
Elstra ·
Frankenthal ·
Göda ·
Großdubrau ·
Großharthau ·
Großnaundorf ·
Großröhrsdorf ·
Großpostwitz ·
Haselbachtal ·
Hochkirch ·
Hoyerswerda ·
Kamenz ·
Königsbrück ·
Königswartha ·
Kubschütz ·
Lauta ·
Laußnitz ·
Lichtenberg ·
Lohsa ·
Malschwitz ·
Nebelschütz ·
Neschwitz ·
Neukirch ·
Neukirch/Lausitz ·
Obergurig ·
Ohorn ·
Ottendorf-Okrilla ·
Oßling ·
Panschwitz-Kuckau ·
Pulsnitz ·
Puschwitz ·
Räckelwitz ·
Radeberg ·
Radibor ·
Ralbitz-Rosenthal ·
Rammenau ·
Schirgiswalde-Kirschau ·
Schmölln-Putzkau ·
Schwepnitz ·
Schönteichen ·
Sohland an der Spree ·
Spreetal ·
Steina ·
Steinigtwolmsdorf ·
Wachau ·
Weißenberg ·
Wiednitz ·
Wilthen ·
Wittichenau